# Juggernaut

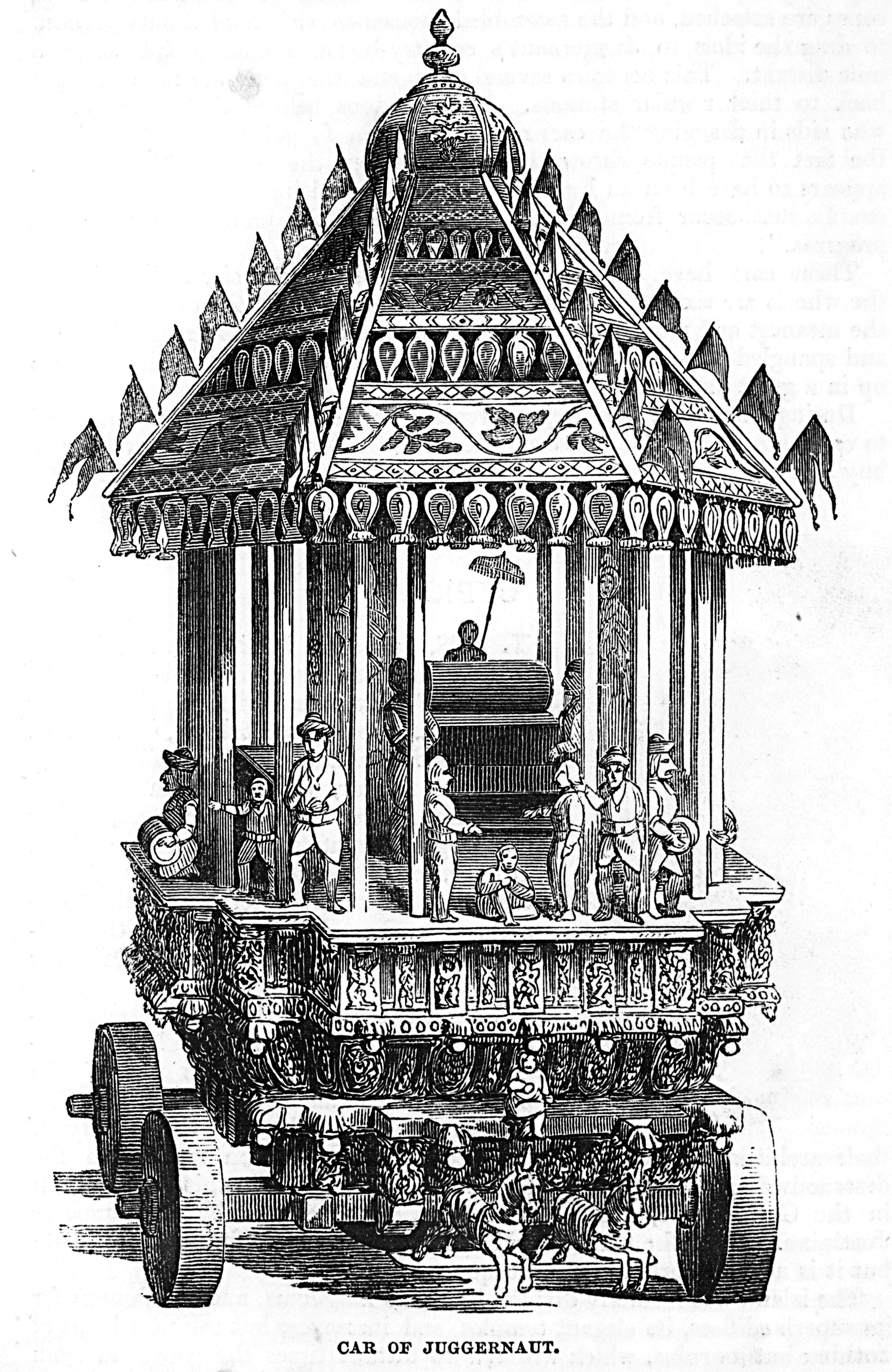
«Car of Juggernaut» (‘el carro de Yáganatha’), representado en Illustrated London reading book (‘libro de lectura ilustrado de Londres’), de 1851.

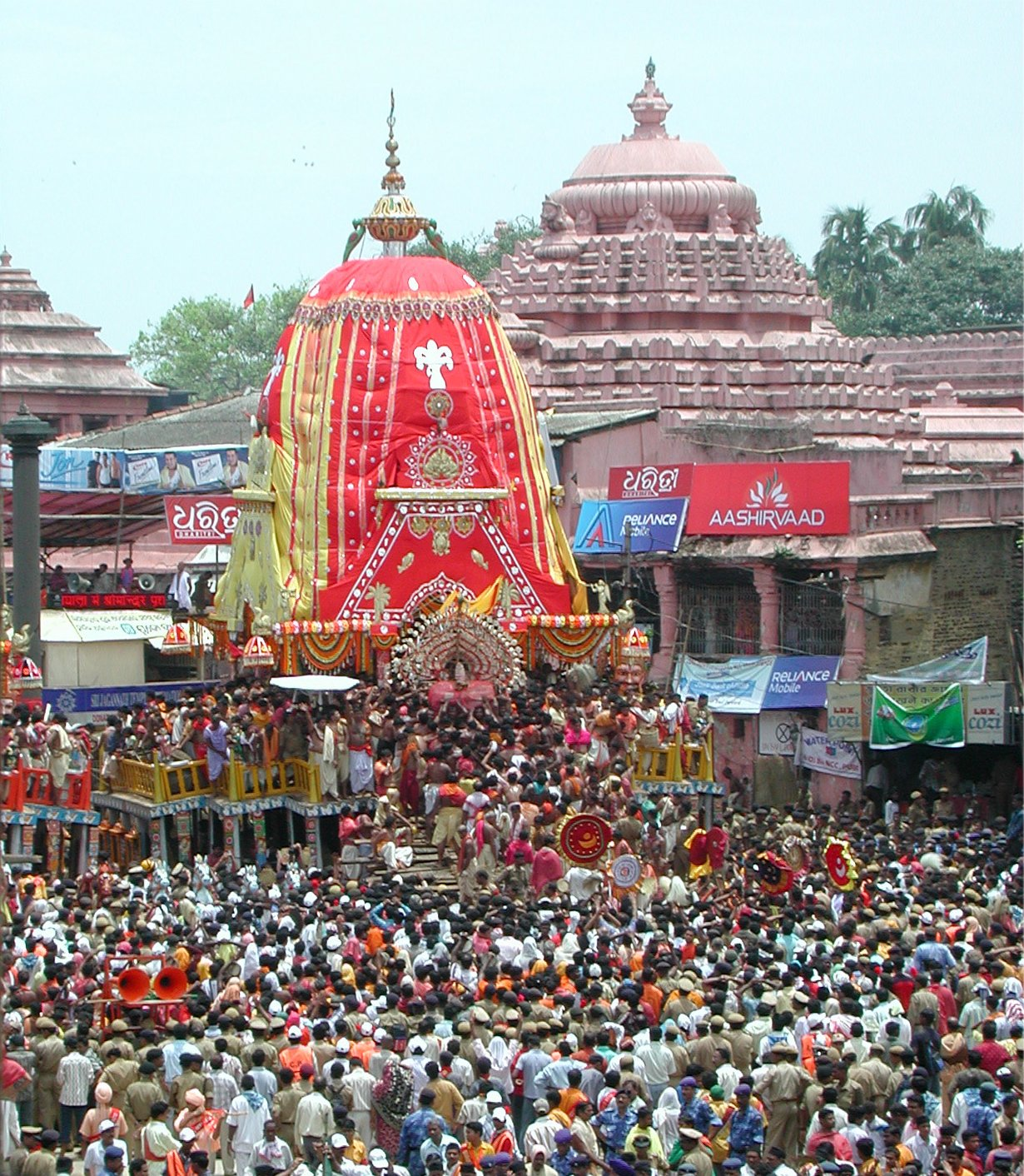
El festival anual de las carrozas en Puri en 2007.

Juggernaut (pronunciado /yóguernot/; palabra anglificada que deriva del nombre en sánscrito Jagannātha, en devanagari: जगन्नाथ) designa metafóricamente en inglés —y de ahí ha pasado a muchos idiomas, incluido el español—, una fuerza cuyo avance nada puede detener y que aplasta o destruye todos los obstáculos en su camino.
La palabra es una referencia a la Rath Yatra, una procesión hindú que se celebra en la ciudad de Puri, en India, en la que se pasea una gran carroza procesional que lleva la imagen del dios Krishna —avatar del dios Visnú— al que luego se le dio prestado el título de Jagannātha, «señor del universo». Algunos observadores europeos del siglo XIX que habían asistido a la procesión afirmaban que no se dudaba en aplastar a los fieles que se interponían en el camino de la carroza, de ahí el uso metafórico del término desde ese momento. Las observaciones más recientes sugieren que esa interpretación podría ser una leyenda que amplificaba los accidentes fortuitos durante las ceremonias, pero el uso del término ha permanecido, dados los numerosos testimonios antiguos al respecto, así como la innegable sed de sangre y afán de sacrificios humanos de la mayoría de religiones arcaicas.

## Historia y variantes
El nombre del dios  Jagannāth (Yáganat) apareció por primera vez en el Majabhárata (2, 779 y 3, 15529), texto épico-religioso del siglo III a. C.
Se desconoce cuándo comenzó el festival anual de llevar en carros que transportan las estatuas de Yáganath (Krisna), su hermana Subhadra y su hermano mayor Balaram.
Según los relatos de los británicos en el período en que dominaron la India, los adoradores del dios Yaganath se lanzaban bajo las ruedas del enorme carro de dieciséis ruedas sobre el cual el ídolo de Krisna es transportado durante la procesión anual en el festival Ragha Iatra en Puri, una ciudad en el este de la India a orillas del golfo de Bengala, en la creencia de que así alcanzarían la felicidad eterna.
La primera descripción europea de este festival se encuentra en el libro The travels of sir John Mandeville (del siglo XIV), que describe que los hinduistas, como sacrificio religioso, se arrojaban bajo las ruedas de los inmensos carros y eran aplastados, muriendo instantáneamente.
Dos siglos después, hacia 1520, el santo bengalí Chaitania (1486-1533) reprendió a uno de sus discípulos, Sanatana Gosuami (1488-1558), que quería practicar el suicidio bajo las ruedas del carro de Yáganath:

Tu decisión de suicidarte es el resultado de la ignorancia. Uno no puede conseguir el amor de Dios simplemente mediante el suicidio. Ya has dedicado tu vida y tu cuerpo a mi servicio, por lo que tu cuerpo no te pertenece, ni tienes ningún derecho a practicar el suicidio. Tengo que realizar muchos servicios devocionales a través de tu cuerpo. Quiero que prediques el culto del servicio devocional y que vayas a Vrndavan para excavar los lugares sagrados perdidos.
Chaitania

En el siglo XX otros autores ―posiblemente en un intento de defender a los hinduistas― han sugerido que las muertes habrían sido accidentales y causadas por la presión de la multitud y la conmoción general.
El nombre del dios Yágannat pasó ―modificada morfológicamente y resignificada― primero al idioma inglés (hacia 1850) y luego a otros idiomas.
En la novela de Robert Louis Stevenson El extraño caso del doctor Jekyll y el señor Hyde se menciona desde la versión de Mr. Enfield, el hecho de que una figura en una calle desierta abordase a una niña, confrontándose y dejándola tirada en el suelo, gritando: «¡No era como un hombre, era como algún horrible Juggernaut!» (It wasn't like a man, it was like some damned Juggernaut!).
En el ámbito de las ciencias sociales se utiliza a menudo como metáfora de la modernidad. El sociólogo Anthony Giddens relata el rito del Juggernaut como una procesión en la que la figura adorada era transportada gracias a troncos que hacían su trayectoria difícilmente predecible, lo que propiciaba accidentes mortales y la posibilidad de que se saliera completamente del camino. Este relato sirve a Giddens y a otros sociólogos para explicar un sistema económico y social insuficientemente controlado y siempre en riesgo de volverse contra quienes lo veneran.

## Cultura popular
- En el juego de cartas coleccionable Magic: The Gathering existe una carta llamada Juggernaut. Editada por vez primera en agosto de 1993 en la colección básica Limited Edition: Alpha, con ilustración de Dan Frazier.
- En la serie de cómics de Marvel X-Men, hay un personaje llamado Juggernaut, hermanastro de Charles Xavier. Toma este nombre precisamente por sus características, el ser enorme e imparable.
- Durante la Segunda Guerra Mundial, Juggernaut fue el apodo del avión caza Republic P-47 Thunderbolt.
- En el videojuego Kid Chameleon de Sega Genesis uno de los avatares adoptados por el protagonista es un esqueleto con casco de Káiser germánico montando en todo momento en un tanque de guerra simil Panzer que dispara cráneos llamado "Juggernaut".
- En el videojuego Final Fantasy XIII, un jefe mecánico llamado Juggernaut.
- En los videojuegos Call of Duty Modern Warfare 2, 3 y Call of Duty: Modern Warfare (videojuego de 2019) en las operaciones especiales aparecen soldados Juggernaut equipados con armas pesadas y blindaje extremo.
- En los videojuegos Call of Duty: World at War, Call of Duty: Black Ops, Call of Duty: Black Ops 2, Call of Duty Black Ops 3 y Call of Duty: Black Ops Cold War (en modo zombis) se puede comprar una bebida "Perk-a-Cola" llamada Juggernog (Juggernaut) que permite al usuario por medio de 2500 puntos beberse dicha cola que le da una ayuda de resistencia de 2 golpes de zombis a 5 golpes.
- En el videojuego Call of Duty: Ghosts hay unas rachas de bajas que te permiten hacerte con una pesada armadura y diferentes armas según la racha. Mediante una racha de bajas se pueden conseguir hasta 3 tipos de armadura Juggernaut, llamados "Juggernaut" "Juggernaut Maniac" y "Juggernaut de reconocimiento" y otro cuarto automatizado (no controlado por un jugador) del primer y el último tipo. ("Juggernaut" y "Juggernaut de reconocimiento")
- En el videojuego de rol multijugador masivo en línea Star Wars: The Old Republic, de la empresa BioWare, hay personajes Sith llamados Juggernaut.
- En la película de la saga de Star Wars: Revenge Of The Sith, aparecen unos vehículos de diez ruedas llamados Juggernaut A6, los cuales que también salen en los videojuegos derivados de la película y en la serie The Clone Wars.
- En el videojuego Dota 2 hay un personaje llamado Juggernaut.
- En el videojuego Halo 4 existe una condecoración llamada Juggernaut, que se consigue en el modo multijugador en Flood, en el cual como Flood se deben matar cuatro Spartans.
- En la serie de videojuegos Command and Conquer la facción de la GDI permite construir un andandor de artillería pesada denominado Juggernaut.
- En el videojuego Legend of Legaia, aparece un Sim-Seru llamado Juggernaut.
- En el videojuego de rol multijugador masivo en línea Tibia, aparecen varios demonios verdes llamados Juggernaut.
- El videojuego League of Legends cuenta con un personaje llamado "Sion, the Undead Juggernaut".
- En el videojuego Rise Of nation: Rise Of legends es un enorme tanque de guerra que solo se encuentra en las unidades Vinci el cual derriba y aplasta todo en su camino
- En las novelas ligeras High School DxD hay una habilidad llamada Juggernaut, que despliega todo el poder de los dragones celestiales, esta habilidad se activa con un cántico.
- En 2008, la banda de punk rock Zebrahead publicó una canción llamada «Juggernauts» en su álbum Phoenix.
- En enero de 2015, La banda de metal técnico-progresivo Periphery publicó un álbum doble titulado Juggernaut.
- En el videojuego Warframe hay un personaje llamado Juggernaut que es el jefe de la facción llamada Infestados.
- En los juegos de guerra Warhammer Fantasy y Warhammer 40000 existen unas bestias demoníacas conocidas como juggernauts de Khorne, unas criaturas recubiertas de metal de gran poder destructivo que cargan en sus lomos a sanguinarios heraldos del dios de la sangre.
- En State of Decay (videojuego) y State of Decay 2 hay un personaje zombi gigante, difícil de matar, el cual se llama Juggernaut.
- En Metroid: Samus Returns hay un jefe mecánico de nombre Diggernaut, que no es más que la mezcla de las palabras "Digger" (Acción de excavar en inglés) y Juggernaut.
- En Castlevania curse of darkness existe una ruta de evolución de los D.I tipo batalla de nivel 3 llamado Juggernaut.
- En Dungeon Ni Deai Wo Motomeru No Wa Machigatteiru Darō Ka, en el volumen 13 existe como un enemigo especial, especializado en asesinar aventureros
- En la WWE, el luchador Buddy Murphy es apodado "The Juggernaut of the Crusierweight Division" (El Juggernaut de la División de Peso Crucero)